# Bubo milesi
Bubo milesi (syn: Bubo africanus milesi) és una espècie d'ocell de la família dels estrígids (Strigidae). Es troba a la Península Aràbiga.

## Taxonomia
Anteriorment, aquest tàxon era considerat una subespècie del duc africà. Però el Congrés Ornitològic Internacional, en la llista mundial d'ocells (versió 11.1, 2021) el segmentà en una nova espècie.